# Guardiões da Galáxia (filme)
Guardians of the Galaxy (Br/Prt: Guardiões da Galáxia) é um filme de ação, aventura, comédia e ficção científica estadunidense de 2014, baseado na equipe ficcional de mesmo nome da Marvel Comics, produzido pela Marvel Studios e distribuído pela Walt Disney Studios Motion Pictures, sendo o décimo filme do Universo Cinematográfico Marvel. Escrito e dirigido por James Gunn, é estrelado por Chris Pratt, Zoe Saldana, Dave Bautista, Vin Diesel, Bradley Cooper, Lee Pace, Michael Rooker, Karen Gillan, Djimon Hounsou, John C. Reilly, Glenn Close e Benicio Del Toro. Em Guardiões da Galáxia, cinco mercenários em uma galáxia distante são forçados a juntar forças para fugir da prisão, e acabam ficando em meio a um conflito cósmico.
A pré-estreia de Guardiões da Galáxia ocorreu em 21 de julho de 2014 no Dolby Theatre, em Hollywood. No Brasil, foi lançado no dia 31 de julho de 2014. Estreou nos Estados Unidos em 1 de agosto de 2014 nos formatos convencional, 3D e IMAX 3D, chegando em Portugal no dia 7. Foi aclamado pela crítica e pelo público, destacando-se as performances do elenco, as sequências de ação, a trilha sonora, os efeitos visuais, a partitura musical e a direção. Foi a terceira maior bilheteria de 2014 com US$ 773 milhões. Também ocupou a terceira posição no mercado interno, Estados Unidos e Canadá, arrecadando US$ 333 milhões. Recebeu duas indicações na 87.ª edição do Oscar, concorrendo nas categorias de Melhores Efeitos Visuais e de Melhor Maquiagem.
A sequência, intitulada Guardiões da Galáxia Vol. 2, estreou em 5 de maio de 2017.

## Enredo
Em 1988, na Terra, após a morte de sua mãe, o jovem Peter Quill é raptado da terra pelos Saqueadores, um grupo de piratas espaciais liderados por Yondu Udonta. Vinte e seis anos mais tarde, Quill, agora um mercenário autoentitulado Senhor das Estrelas, rouba uma esfera metálica no abandonado planeta Morag e é interceptado pelo alienígena Kree, Korath, subordinado do terrorista Ronan, o Acusador. Embora Quill fuja com o artefato, Yondu descobre o seu roubo e emite uma recompensa por sua captura. Ao mesmo tempo, Ronan envia a assassina Gamora, filha do titã Thanos, atrás do orbe.
Quando Quill tenta vender o orbe no planeta Xandar, ele é atacado por Gamora, que o rouba. Logo a luta se expande com a chegada de uma dupla de caçadores de recompensa em busca de Quill: o guaxinim  geneticamente modificado Rocket "Rocky" Raccoon e a árvore humanoide Groot. A Tropa Nova chega e prende o grupo, aprisionando-os na prisão de segurança máxima Kyln. Na prisão Gamora sofre uma tentativa de assassinato pelo forte Drax, o Destruidor, que perdeu sua família em um ataque de Ronan. Quill o convence a mudar de ideia, dizendo que Gamora pode trazer Ronan para Drax. Gamora revela a Quill que planeja trair Ronan, não querendo deixá-lo usar o poder do orbe para destruir planetas inteiros como Xandar, e tem um comprador para o artefato. Quill usa dessa informação para convencer Rocky e Groot a se juntarem aos dois para escapar de Kyln.
Enquanto isso, Ronan se reúne com o Thanos para discutir a traição de sua filha Gamora e a perda do orbe. Agora acompanhado por Drax, o grupo de Quill escapa do Kyln em sua nave Milano e fogem para Luganenhum, um lugar no espaço feito da cabeça de um antigo ser celestial. Bêbado e em busca de vingança, Drax secretamente envia uma mensagem para Ronan revelando a localização do grupo, enquanto o resto deles se encontram com o contato de Gamora, Taneleer Tivan, O Colecionador. Tivan abre o orbe, revelando uma Joia do Infinito, um item de poder imensurável que destrói todos, menos os seres mais poderosos que a possuem. De repente, a assistente atormentada de Tivan pega a joia, provocando uma explosão que destrói sua coleção.
Ronan chega e facilmente derrota Drax, enquanto os outros fogem em espaçonaves dos seguidores de Ronan e da irmã de Gamora, Nebulosa. Nebulosa destrói a nave de Gamora, deixando-a flutuando no espaço, e as forças de Ronan deixam Luganenhum com o orbe. Quill salva Gamora ao dar-lhe seu capacete para respirar e chamar Yondu para capturar ambos. Rocky, Drax e Groot ameaçam atacar a espaçonave de Yondu para resgatá-los, mas Quill negocia uma trégua convencendo Yondu de que eles podem recuperar o orbe. O grupo concorda que enfrentar Ronan significa morte certa, mas eles devem impedi-lo de usar a Joia para destruir a galáxia. Na nave de Ronan, o Aster Escuro, este fala com Thanos, e incorpora a joia em seu martelo de guerra, se tornando superpoderoso, e declarando que após a destruição de Xandar, irá matar o titã.
Em Xandar, Quill convence a Tropa Nova a deter o Aster Escuro antes que chegue a superfície do planeta. A nave é então atacada pelas frotas de Yondu, Quill e os Xandarianos. O grupo de Quill invade o Aster Escuro, onde Drax mata Korath, Gamora derrota Nebulosa e desbloqueia as câmaras de Ronan, mas o grupo não consegue combatê-lo, até que Rocky choca a Milano para dentro do Aster Escuro, atropelando Ronan. Enquanto a nave cai até a superfície, Groot sacrifica-se para proteger o grupo. Ronan emerge dos destroços e se prepara para destruir Xandar, mas Quill o distrai com uma dança, permitindo a Drax destruir o martelo de guerra de Ronan. Quill pega a Joia do Infinito, e com Gamora, Drax, e Rocket compartilha sua carga de poder, que é então usada para destruir Ronan.
Quill engana Yondu fazendo-o pegar um recipiente contendo supostamente a Joia recuperada, em seguida, antes de dar a gema real para a Tropa Nova. O grupo de Quill, agora conhecido como os Guardiões da Galáxia, têm os seus antecedentes criminais apagados e Quill descobre que ele é apenas metade humano, seu pai é de uma antiga espécie alienígena desconhecida. Quill finalmente abre o último presente que recebeu de sua mãe, que contém uma fita cassete cheia de suas canções favoritas. Os Guardiões saem com a Milano reconstruída, acompanhados por um galho recuperado de Groot, que já está começando a crescer.
Em uma cena pós-créditos, Tivan senta em sua coleção destruída, onde ele é lambido pelo cachorro cosmonauta Cosmo, sendo ridicularizado por outra figura recém-libertada, Howard, o Pato.

## Elenco

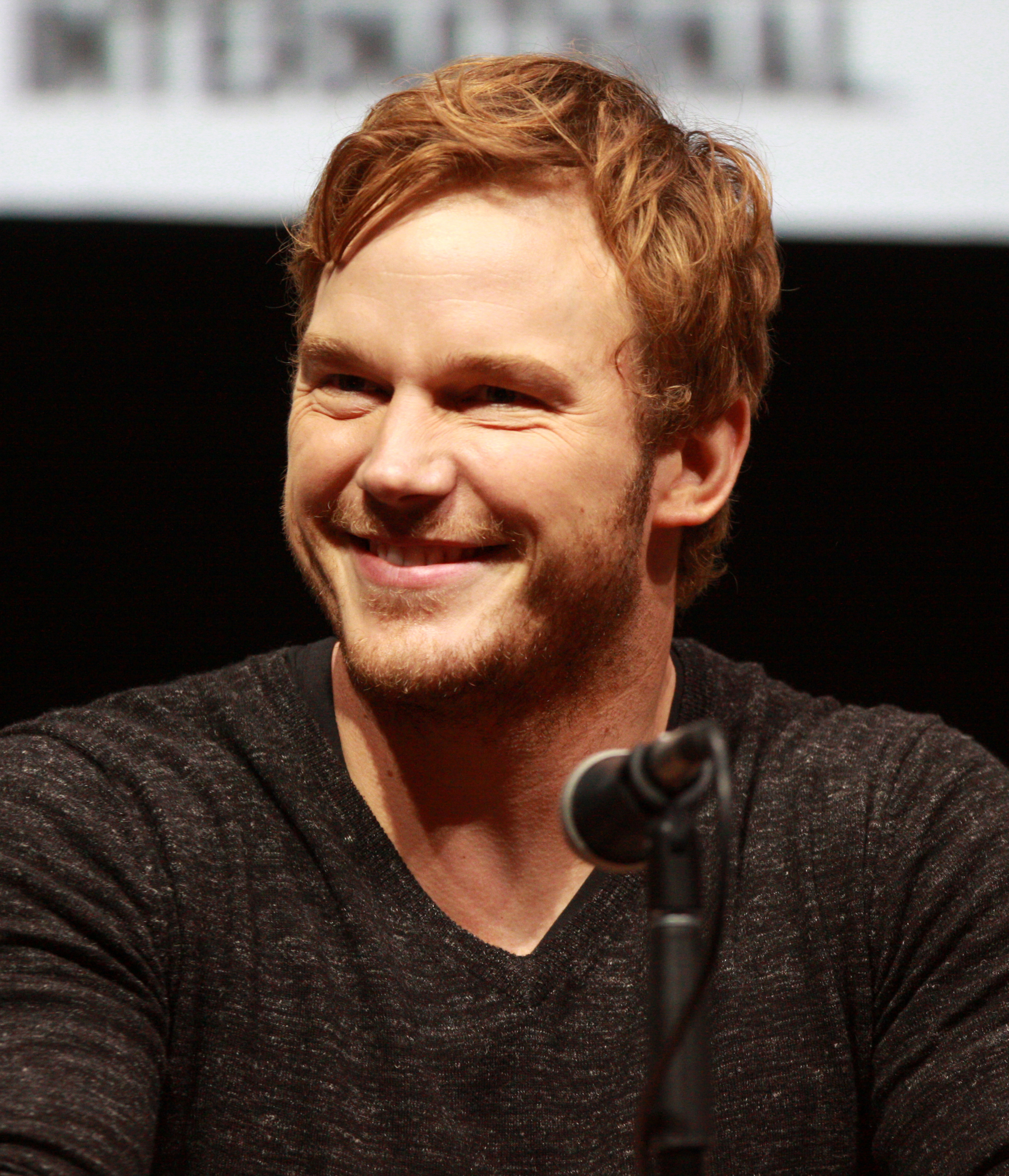
Chris Pratt

- Chris Pratt como Peter Quill / Senhor das Estrelas: É um aventureiro interestelar que foi raptado da Terra quando ainda era bem jovem. Após recuperar um artefato antigo, Quill terá que reunir uma improvável equipe de desajustados cósmicos para impedir que um poderoso vilão destrua a galáxia. Wyatt Oleff interpreta o jovem Quill da cena de abertura.

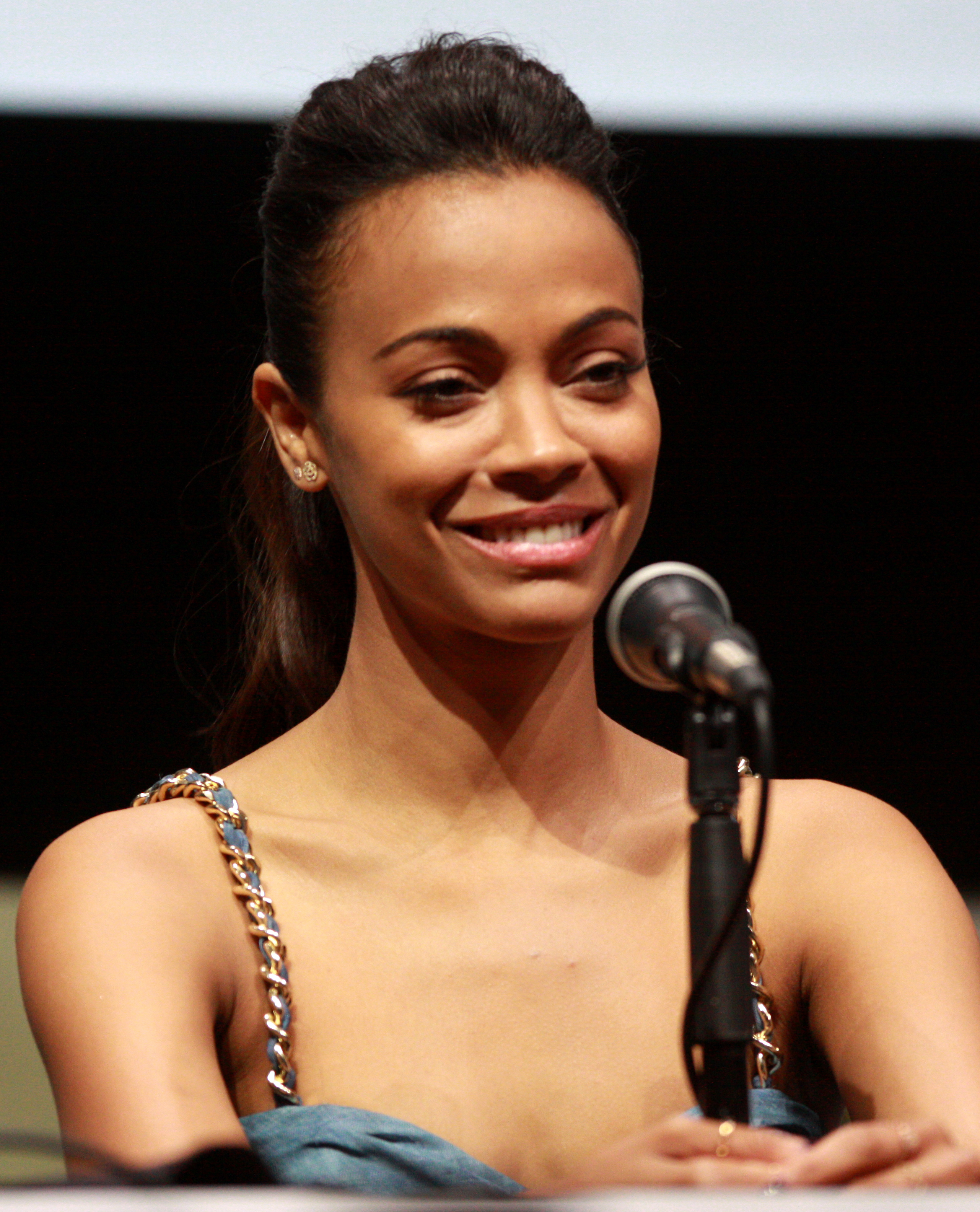
Zoë Saldaña

- Zoë Saldaña como Gamora: É uma órfã alienígena da espécie Zen-Whoberis do planeta Zen-Whoberi, localizado no Sistema Estelar Silicon na Via Láctea que foi adotada pelo misterioso Thanos para se tornar a arma perfeita. Como assassina pessoal de Thanos, Gamora ganhou reputação como uma guerreira formidável. Gamora agora busca redenção por seus crimes passados.

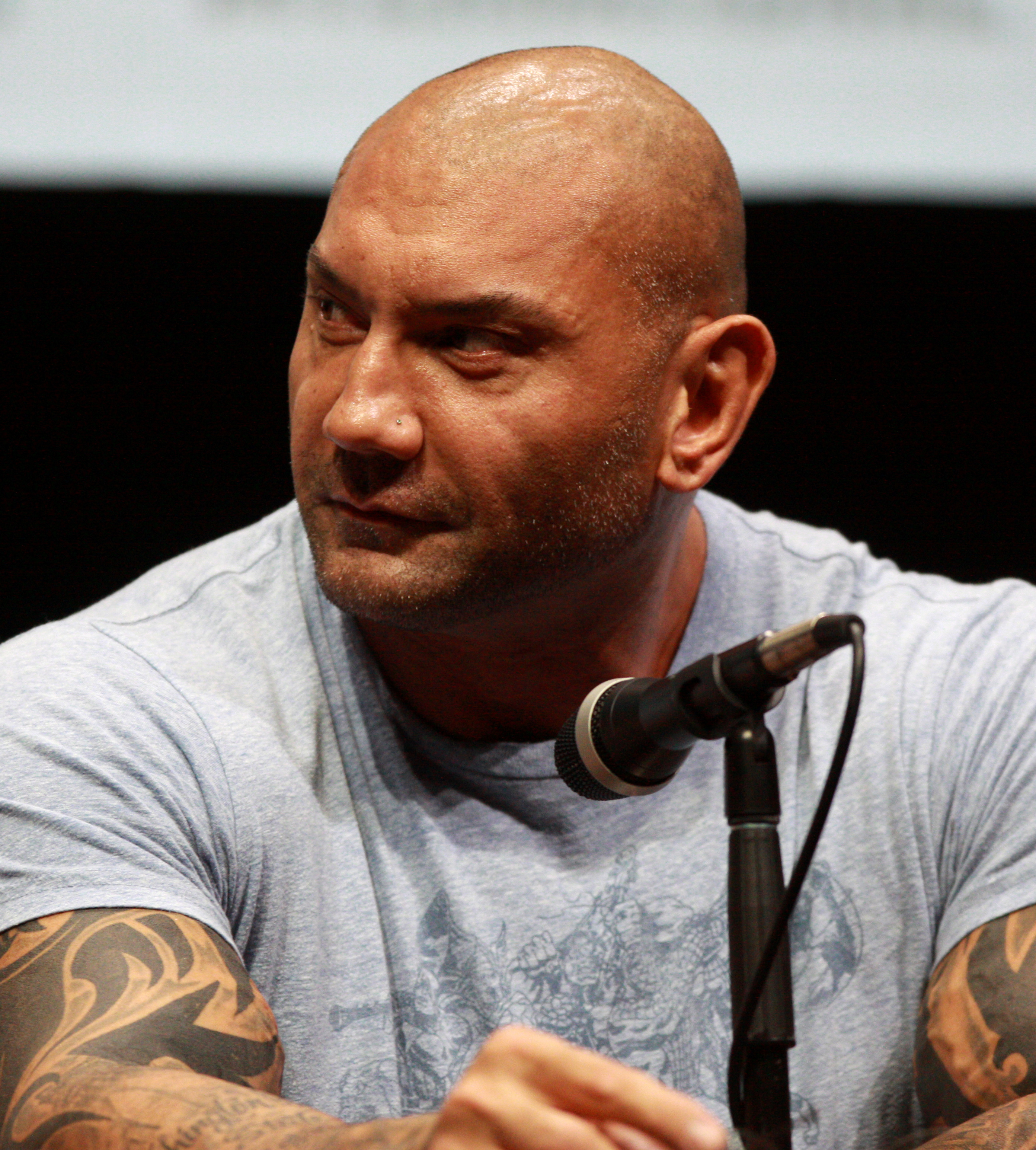
Dave Bautista

- Dave Bautista como Drax o Destruidor: Aparentemente membro de uma espécie primitiva ainda sem nome que não têm a capacidade de compreender facilmente afirmações metafóricas e que possui um físico brutal, Drax quer se vingar de Ronan, que matou sua família. Guiado pela raiva, nada irá impedi-lo de levar sua vingança sobre o ser mais perigoso da galáxia.
- Bradley Cooper como Rocket Raccoon: Rocky é um caçador de recompensas e mercenário cujo domínio de armas e táticas de batalha fazem dele um guerreiro formidável, apesar de ser um guaxinim falante geneticamente alterado e ciberneticamente reforçado. Como um resultado de uma experiência biológica traumática, Rocky é um verdadeiro gênio mecânico e perfeito atirador.
- Vin Diesel como Groot: Groot é uma árvore humanoide que descende de uma raça alienígena de flora andante chamada Flora colossus, do Planeta X, a capital dos mundos dos galhos. Apesar de sua aparência estranha e habilidades de comunicação limitadas, Groot prova ser um valioso aliado e um amigo leal, não só de seu companheiro caçador de recompensas Rocket, mas também de todo o resto dos Guardiões da Galáxia.
- Lee Pace como Ronan: Um radical Kree, raça alienígena que criou um império na Grande Nuvem de Magalhães. Ronan continua a lutar uma guerra antiga entre seu povo e os Xandarianos. Ronan fez um pacto com o maligno Thanos: recuperar um artefato misterioso em troca da erradicação de Xandar. Ronan conduz seu exército para caçar Peter Quill e o resto dos Guardiões da Galáxia quando os mesmos ficam entre ele e seu objetivo genocida.
- Karen Gillan como Nebulosa: Alienígena da espécie Luphomoid, é uma assassina mortal de pele azul, Nebulosa é uma tenente leal de Ronan e serviçal de Thanos. Sua avançada habilidade e melhorias cibernéticas a fazem uma aliada valiosa, mas seu ressentimento com a filha adotiva de Thanos, Gamora, pode vir a ser o seu calcanhar de Aquiles.
- Glenn Close como Irani Rael / Nova Prime: Alienígena da espécie Xandariano (espécie alienígena com aparência similar a de humanos vindos do planeta Xandar) encarregada de coordenar as operações da Tropa Nova de sua base em Xandar, a justa e eficiente Irani Rael lidera sua equipe com convicção. Sua maior missão é proteger os cidadãos de Xandar e garantir a paz na galáxia.
- Benicio Del Toro como Taneleer Tivan / Colecionador: É o guardião obsessivo da maior coleção de fauna interestelar, relíquias e espécies da galáxia. Uma figura enigmática, o Colecionador opera a partir de um lugar no espaço apropriadamente chamado Luganenhum. Quando ele encontra Peter Quill e seu bando, o Colecionador tenta fazer uma barganha duvidosa.
- Michael Rooker como Yondu Udonta: Um alien da espécie Centauriano que é um ladrão interestelar de pele azul que tem um relacionamento paternal nada perfeito com Peter Quill. Como líder dos fora-da-lei conhecidos como "Ravagers", Yondu e seus asseclas percorrem a galáxia pegando tudo o que querem apenas para seu próprio benefício.
- John C. Reilly como Rhomann Dey: Um dos membros da Tropa Nova que pertence à força militar do planeta Xandar. Dey é um oficial confiável e leal, mas sua conduta de seguir tudo à risca sofrerá um desvio depois que ele conhece Peter Quill.
- Djimon Hounsou como Korath: Poderoso aliado do vilão Ronan, é um temível caçador intergaláctico. Korath é um perseguidor Kree concentrado e dedicado a matar qualquer que seja seu alvo.

Além disso, Josh Brolin aparece como Thanos, através de dublagem e captura de movimentos; Sean Gunn ficou-se para Thanos durante as filmagens e retrata Kraglin, primeiro companheiro de Yondu nos Ravagers. Alexis Denisof reprisa seu papel como ajudante de Thanos, "O Outro", de Os Vingadores. Ophelia Lovibond interpreta Carina, ajudante do Colecionador; Peter Serafinowicz interpreta Garthan Saal, um oficial da Tropa Nova; Gregg Henry interpreta o avô de Quill; Laura Haddock interpreta a mãe de Quill, Meredith; Melia Kreiling interpreta Bereet; Christopher Fairbank interpreta O Corretor; Cameos no filme incluem: James Gunn como uma Sakaaran; Stan Lee como um homem em  Xandar, Lloyd Kaufman como um preso, Nathan Fillion como a voz de um preso, Rob Zombie como a voz do navegador Ravager, o compositor Tyler Bates como um piloto Ravager e Seth Green como a voz de Howard, o Pato.

## Produção

### Desenvolvimento

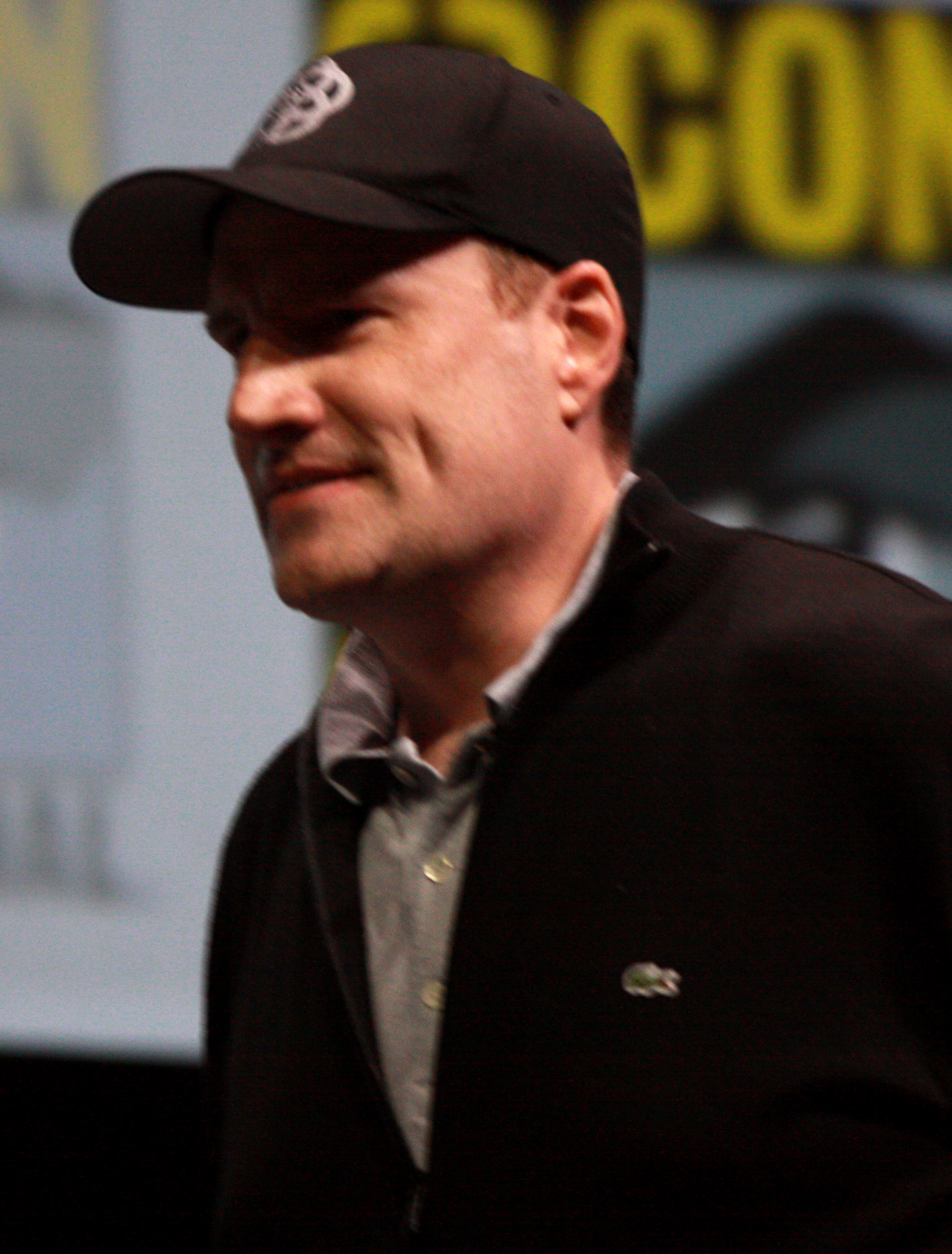
Kevin Feige

O presidente da Marvel Studios, Kevin Feige, mencionou pela primeira vez Guardiões da Galáxia como um possível filme durante uma entrevista na  San Diego Comic-Con de 2010, afirmando que há alguns títulos obscuros, como "Guardiões da Galáxia": "Tenho recentemente renovado os quadrinhos de uma forma divertida". Na edição da Entertainment Weekly em setembro de 2011, Feige concluiu esse comentário, dizendo: "Há uma oportunidade de fazer um grande filme épico espacial (que foi sugerido por Thor), no lado cósmico do Universo Marvel". Em junho de 2012, a Marvel solicitou a marca de Guardiões da Galáxia, cobrindo uma variedade de produtos de consumo, a partir de jogos eletrônicos até cosméticos. Isso logo foi seguido por rumores de que o filme estaria sendo estudado pelo estúdio.
O filme foi anunciado oficialmente em fase de desenvolvimento, durante a San Diego Comic-Con International de 2012 por Feige, com uma data de lançamento prevista para 1 de agosto de 2014. Ele disse que a equipe consistiria por Star-Lord, Drax, o Destruidor, Gamora, Groot e Rocket Raccoon. Em agosto de 2012, Marvel Studios contratou Chris McCoy para reescrever o roteiro de Nicole Perlman (que originalmente havia sido dispendo pelo estúdio). No entanto, ele não recebeu o crédito de produção. Mais tarde, naquele mesmo mês, James Gunn entrou negociações para dirigir o filme, batendo concorrentes como Peyton Reed, Ryan Fleck e Anna duo Boden. O diretor de Os Vingadores, Joss Whedon  que assinou um acordo para consultor criativo de todos os filmes da segunda fase do Universo Marvel, incluindo o filme Guardiões da Galáxia, estava entusiasmado com a seleção de Gunn para liderar, dizendo: "James (Gunn) é o que me faz acreditar que vai funcionar... ele é tão fora do normal e louco, mas muito inteligente, como um artesão, e constrói a partir de seu coração. Ele ama o guaxinim. Precisa do guaxinim ... James tem uma perspectiva muito distorcida sobre o ele, mas se trata de um verdadeiro amor pelo material. Iria ser difícil ele se manter-se apenas com os personagens humanos".

### Pré-produção
Em 18 de setembro de 2012, Gunn confirmou em sua página oficial do Facebook que ele havia assinado para dirigir o filme e reescrever o roteiro. Em novembro, foi relatado que Joel Edgerton, Jack Huston, Jim Sturgess, Lee Pace e Eddie Redmayne fizeram testes para o papel de Peter Quill/Star-Lord. Outros atores que foram considerados para o papel incluíam Zachary Levi, Joseph Gordon-Levitt e Michael Rosenbaum. Em fevereiro de 2013 Chris Pratt foi escolhido para o papel.
Em janeiro de 2013, foi noticiado que as filmagens seriam nos Shepperton Studios  em Londres, enquanto a Marvel Studios anunciou que o filme seria lançado em 3D. Victoria Alonso, um dos produtores executivos do filme, disse que as filmagens começariam em junho. Ela também mencionou que tanto Rocket Raccoon e Groot seria criado a partir de uma combinação de CGI e captura de movimentos, dizendo: "Você não pode fazer captura de movimento com um guaxinim. Ele não deixará você colocá-lo em um traje... há dúvida se os atores de captura irão conseguir o que James Gunn quer. Ele deixou claro que  quer levar  comportamento e o desempenho aos personagens". Em uma entrevista publicada em março de 2013 edição da revista SFX, Kevin Feige discutiu a relação ente Guardiões da Galáxia e o Universo Cinematográfico Marvel. "Será mais do que um filme independente", disse Feige. "Tem lugar no mesmo universo e quando nós estivemos do outro lado do universo em outros filmes, você poderá ver as características dos Guardiões, mas os Vingadores não estarão envolvido com o que está acontecendo lá fora agora". Feige também disse que 95% do filme se passara no espaço. Em meados de março, Dave Bautista assinou para interpretar Drax, o Destruidor. Outros atores que foram considerados para o papel incluiu Isaías Mustafa, Brian Patrick Wade e Jason Momoa. Uma semana depois, foi noticiado que o artista plástico, Brian Muir que criou a máscara de Darth Vader para os filmes de Star Wars, estava trabalhando no filme.
Em abril de 2013, Zoe Saldana entrou em negociações para interpretar Gamora. Semanas mais tarde, Michael Rooker se juntou ao elenco do filme, como Yondu. No final do mês, o The Hollywood Reporter relatou que Lee Pace estava em negociações finais para interpretar um dos vilões do filme. Em maio, o HitFix informou que a Marvel ofereceu para John C. Reilly o papel de Reilly Rhomann Dey, um personagem descrito no site como "um agente humano que serve como intermediário, mantendo os Guardiões em linha e informar a S.H.I.E.L.D de suas atividades". O site também informou que os cineastas estavam procurando atores, incluindo Hugh Laurie,  Alan Rickman e Ken Watanabe, para outras funções, enquanto Christopher Markus e Stephen McFeely  finalizavam o roteiro. Poucos dias depois, Glenn Close foi escolhida como o chefe da Tropa Nova no filme, seguido logo após a confirmação de Karen Gillan como um dos vilões do filme. Em junho de 2013, foi informado que Benicio del Toro foi escolhida para um papel no filme. Ele assinou um contrato para múltiplos filmes com a Marvel Studios. Mais tarde, naquele mês o Deadline.com informou que John C. Reilly tinha sido confirmado como Rhomann Dey.

### Filmagens
As filmagens começaram em 6 de julho de 2013. Em 20 de junho de 2013, James Gunn e o elenco do filme voaram de Londres para  a San Diego Comic- Con International de 2013, onde foi revelado que Lee Pace interpretaria Ronan O Acusador, Karen Gillan seria Nebula, Benicio del Toro como  O Collector e Djimon Hounsou tinha sido escolhido para Korath. Mais tarde foi revelado que Glenn Close seria Nova Prime. Também na convenção de San Diego, Kevin Feige declarou que Thanos faria parte do filme como um Mentor. No dia 11 de Agosto de 2013 as filmagens começaram no Millennium Bridge , em Londres. No mesmo dia o Deadline.com informou que Vin Diesel estava em negociações para interpretar Groot , depois de se reunir com a Marvel no início de julho para um papel em um de seus filmes . Em 22 de agosto , o The Hollywood Reporter informou que a Marvel Studios está em negociações com Bradley Cooper para dar a voz Rocket Raccoon. Em 27 de agosto, em uma entrevista para o The Hollywood Reporter , Diesel afirmou que  originalmente ele estava em negociações para estrelar um novo filme da Fase 3 , mas depois de ouvir a reação dos fãs na Comic-Con, a Marvel lhe apresentou a oportunidade de dar a voz de Groot e fornecer caráter de captura de movimento. Em 30 de agosto de 2013 , a Marvel confirmou oficialmente Bradley Cooper como a voz por trás Rocket Raccoon

## Trilha sonora
Guardians of the Galaxy: Awesome Mix Vol. 1 (Original Motion Picture Soundtrack) é a banda sonora para o filme Guardiões da Galáxia da Marvel Studios, lançada a 29 de Julho de 2014 através da Hollywood Records e Marvel Music. O disco estreou na primeira posição da tabela musical Billboard 200, com 109 mil unidades vendidas na semana de estreia. Em Dezembro de 2014, o conjunto tinha vendido mais de 755 mil unidades em território norte-americano e foi considerada a segunda banda sonora com mais vendas do ano.

## Alinhamento de faixas
| N.º            | Título                           | Artista(s)                  | Duração |  |
| 1.             | "Hooked on a Feeling"            | Blue Swede                  | 2:52    |  |
| 2.             | "Go All the Way"                 | Raspberries                 | 3:21    |  |
| 3.             | "Spirit in the Sky"              | Norman Greenbaum            | 4:02    |  |
| 4.             | "Moonage Daydream"               | David Bowie                 | 4:41    |  |
| 5.             | "Fooled Around and Fell in Love" | Elvin Bishop                | 4:35    |  |
| 6.             | "I'm Not in Love"                | 10cc                        | 6:03    |  |
| 7.             | "I Want You Back"                | The Jackson 5               | 2:58    |  |
| 8.             | "Come and Get Your Love"         | Redbone                     | 3:26    |  |
| 9.             | "Cherry Bomb"                    | The Runaways                | 2:17    |  |
| 10.            | "Escape (The Piña Colada Song)"  | Rupert Holmes               | 4:37    |  |
| 11.            | "O-o-h Child"                    | Five Stairsteps             | 3:13    |  |
| 12.            | "Ain't No Mountain High Enough"  | Marvin Gaye e Tammi Terrell | 2:29    |  |
| Duração total: | Duração total:                   | Duração total:              | 44:34   |  |

## Recepção

### Comercial
Guardiões da Galáxia arrecadou US$ 333,7 milhões na América do Norte e cerca de US$ 439,6 milhões em outros países, totalizando US$ 773,3 milhões em todo o mundo. O filme se tornou o terceiro filme de maior bilheteria do Universo Cinematográfico Marvel, atrás de The Avengers e Homem de Ferro 3. Foi o terceiro filme de maior bilheteria de 2014 (atrás de Transformers: Age of Extinction e O Hobbit: A Batalha dos Cinco Exércitos) e o filme de super-heróis de maior bilheteria de 2014. A Deadline Hollywood calculou o lucro líquido do filme em US$ 204,2 milhões, contabilizando orçamentos de produção, marketing, participações de talentos e outros custos; as receitas de bilheteria e as receitas de mídia doméstica colocaram-no em quinto lugar na lista dos "Blockbusters mais valiosos" de 2014.

### Crítica
O filme teve excelente recepção por parte da crítica especializada. Em base de 53 avaliações profissionais, alcançou a pontuação 76/100 no Metacritic, indicando "críticas geralmente favoráveis". No Rotten Tomatoes, possui uma taxa de aprovação de 91%, obtendo uma pontuação média de 7,8/10, com base em 339 resenhas sob o seguinte consenso: "Guardiões da Galáxia é tão irreverente quanto os fãs dos quadrinhos frequentemente malucos da Marvel esperariam - além de engraçado, emocionante, cheio de coração e repleto de esplendor visual". O público pesquisado pelo CinemaScore deu ao filme uma nota média "A" em uma escala de "A+" a "F".
Scott Foundas, da revista Variety, disse que "o suposto titular da franquia de James Gunn é muito longo, exagerado e às vezes muito ansioso para agradar, mas o tom cômico atrevido mantém as coisas dinâmicas - assim como o desempenho vencedor de Chris Pratt", além de ter elogiado o visual do filme criado pelo diretor de fotografia Ben Davis, o desenhista de produção Charles Wood e o maquiador de efeitos especiais David White Justin Lowe, do The Hollywood Reporter, também elogiou o visual do filme e sentiu que "Um conjunto bem combinado enfrenta o desafio de lançar um filme de origem heroica com estilo distinto, emoções abundantes e não falta de humor". Richard Roeper do Chicago Sun-Times disse: "Guardiões da Galáxia é um deleite de final de verão - um filme de quadrinhos alegre e autorreferencial com muita ação estrondosa, alguns momentos de risadas altas e algumas cenas surpreendentemente lindas e comoventes também", chamando-o de "uma refrescante confecção de entretenimento".

## Sequência
Logo após a breve exibição do teaser de Avengers: Age of Ultron na San Diego Comic-Con de 2014, o ator Josh Brolin fez uma aparição surpresa equipado com a "Manopla do Infinito" e assim confirmou-se como Thanos. Após a revelação ele apresentou um vídeo onde o diretor de Guardiões da Galáxia, James Gunn e o ator Chris Pratt (intérprete do Senhor das Estrelas) confirmaram que Guardiões da Galáxia 2 já estava em produção e anunciam a data de lançamento: 5 de maio de 2017. No dia 29 de junho de 2015, foi confirmado o título do filme Guardiões da Galáxia Vol. 2.